# Rangel Ravelo
Rangel Ravelo (nacido en La Habana, Cuba, el 24 de abril de 1992), es un beisbolista profesional cubano que juega en la posición de Primera base en la Liga Japonesa de Béisbol Profesional con el equipo Orix Buffaloes. Anteriormente jugó en las Grandes Ligas de Béisbol con los St. Louis Cardinals. Ha jugando en las ligas invernales de Venezuela y República Dominicana.

## Carrera en el Béisbol

### 2010
Rangel Ravelo

### 2017
Jugo muy bien